# L'ultima attrazione
L'ultima attrazione (Последний аттракцион, Poslednij attrakcion) è un film del 1929 diretto da Ol'ga Ivanovna Preobraženskaja e Ivan Konstantinovič Pravov.

## Trama
Durante la guerra civile russa, quando i bolscevichi stavano avanzando fin verso il Caucaso, il problema principale di Kurapov, commissario politico rosso in una cittadina della regione montuosa del Kuban', era quello di attirare l'attenzione dei restii locali cosacchi per sensibilizzarli alla causa della rivoluzione.
Quando una troupe di artisti girovaghi visita la località e ottiene uno strepitoso successo, Kurapov risolve il suo problema: si avvarrà non solo dei loro metodi, ma financo delle loro persone per raggiungere l'obiettivo. La compagnia circense – nonostante il suo direttore, il clown Klim, insista nel caratterizzare il loro collettivo come prettamente apolitico -  viene requisita ed in un certo senso nazionalizzata, il carrozzone viene ridipinto con slogan comunisti, rifornito di materiale propagandistico, ed il tour ha inizio.
I membri della compagnia sono inizialmente restii al nuovo corso delle cose, e, fondamentalmente, Kurapov – pur dotato di indefesso spirito di abnegazione e di buona volontà – come artista è un disastro. Sarà prima di tutti Maša – funambola della troupe, in coppia, nella sua specialità e nella vita, con Serž – a rimanere quasi impietosita dai ridicoli sforzi di Kurapov (ma attratta dalla sua dedizione alla causa), ad aiutarlo, provocando la gelosia di Serž, peraltro priva di fondamento.
Col passare del tempo tutti i membri della compagnia (ad eccezione di Serž) sostengono il commissario politico, che fra l'altro riesce ad ottenere nuove risorse finanziarie che potenziano le possibilità del gruppo: gli spettacoli ritornano ad essere un successo, sia dal punto di vista artistico che da quello della presa di coscienza rivoluzionaria.
Ma un giorno le armate controrivoluzionarie dei Bianchi, nemici dei bolscevichi, irrompono orribili e ringhianti ad uno spettacolo, inducendo il pubblico ad un fuggi fuggi. Interrogati su chi di loro fosse il commissario politico, i componenti della compagnia non tradiscono Kurapov, ma ciò non impedisce che egli venga rapidamente identificato e catturato. Contemporaneamente, i capoccia dell'Armata Bianca decidono di far preparare alla troupe uno spettacolo per celebrare la loro conquista dell'avamposto. A metterne in luce la discontinuità con le esibizioni precedenti – essi prescrivono – lo show dovrà aver luogo non sul solito carrozzone, ma sul potente simbolo dei successi controrivoluzionari: il grosso carro armato che essi hanno con sé.
Prima di accingersi a realizzare quella che sarà la loro ultima rappresentazione, i circensi apprendono che Kurapov è appena stato fucilato. Lo spettacolo ha inizio. Mentre il clown, insieme ad altri artisti, sul tetto del carro armato, tergiversa e prende tempo, all'interno del mezzo corazzato altri artisti sono presenti in attesa della loro uscita, insieme al capo dei Bianchi, introdottisi come manovratore. Costui viene attaccato ed infine ucciso da un membro della compagnia, Vanečka, ex-meccanico. I militari Bianchi, da spettatori, non sospettano di nulla. Lo stesso Serž, nel frattempo, è andato a raccogliere membri dell'Armata Rossa nelle vicinanze, e li sta conducendo sul luogo. Quando vi arrivano, a cavallo ed in numero, essi piombano sugli ignari nemici mentre Vanečka – in virtù del suo precedente mestiere non alieno da conoscenze tecniche sui carri armati – dall'interno del mezzo li cannoneggia. Il nemico è rapidamente decimato.
La compagnia potrebbe ora riprendere la sua routine di collettivo artistico apolitico. Ma si scioglie, o quantomeno si divide: Maša decide infatti di unirsi all'Armata Rossa e di continuare la lotta, seguita da Serž. Pare proprio sia stata l'ultima attrazione offerta dalla troupe.

## Produzione
L'archivio cinematografico statale russo Gosfilmofond conserva, oltre a una copia della pellicola, materiale cartaceo relativo alla preparazione del film, comprese le diverse sceneggiature proposte. Appare inoltre che Šklovskij, oltre che al racconto della Šaginjan, si sia basato anche sul romanzo Čapaev, del 1923, di Furmanov. Inizialmente, il regista scelto dalla produzione era Abram Room, poi sostituito dalla Preobraženskaja e da Pravov.

## Distribuzione
L'ultima attrazione è apparso sugli schermi cinematografici sovietici il 9 settembre 1929.
Di recente il film è stato riproposto nel 2011 al Festival cinematografico internazionale di Mosca; successivamente all'interno della rassegna Il Cinema Ritrovato del 2013; e nel 2020 è stato proiettato in Francia a cura della Fondation Jérôme Seydoux-Pathé.

## Accoglienza
Scrive Yann Esvan, delle Cineteca di Bologna: "Il film ebbe un grandissimo successo all’epoca e ancora adesso risulta essere molto ben costruito e caratterizzato. Gli attori offrono una eccellente prova di recitazione e la fotografia, nella sua apparente semplicità, contribuisce a rendere incisivo il racconto. Non mancano elementi emozionanti e ad alta tensione che si protraggono per tutto l’arco del film."
Come riporta Natal'ja Nusinova, "L'ultima attrazione riscosse un certo successo e rimase a lungo in programmazione. Secondo la critica, il film univa "l'idillio di Pierrot e Colombina" della parte iniziale al "lubok d'avventura" [il lubok era la stampa popolare russa] della seconda parte. Tutti apprezzarono le interpretazioni degli attori, dai più maturi Rogožin e Jurenev ai giovani Bykov, Sašin e Maksimova. Fu particolarmente lodata Raisa Pužnaja."